# Kleiner Panzerbefehlswagen

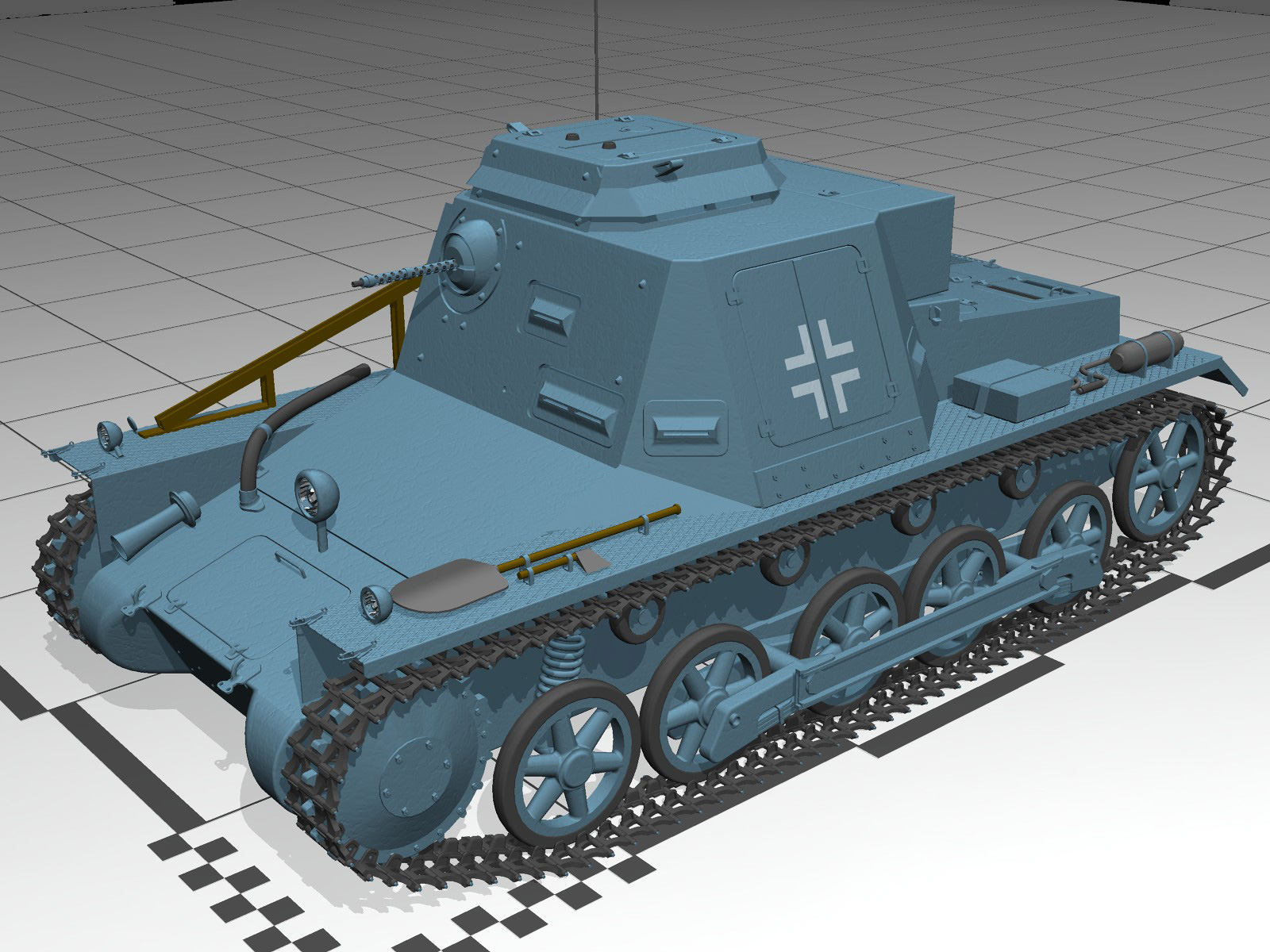
Trójwymiarowy model izometryczny czołgu dowodzenia
Kleiner PzBfWg na podwoziu czołgu PzKpfw I Ausf. B

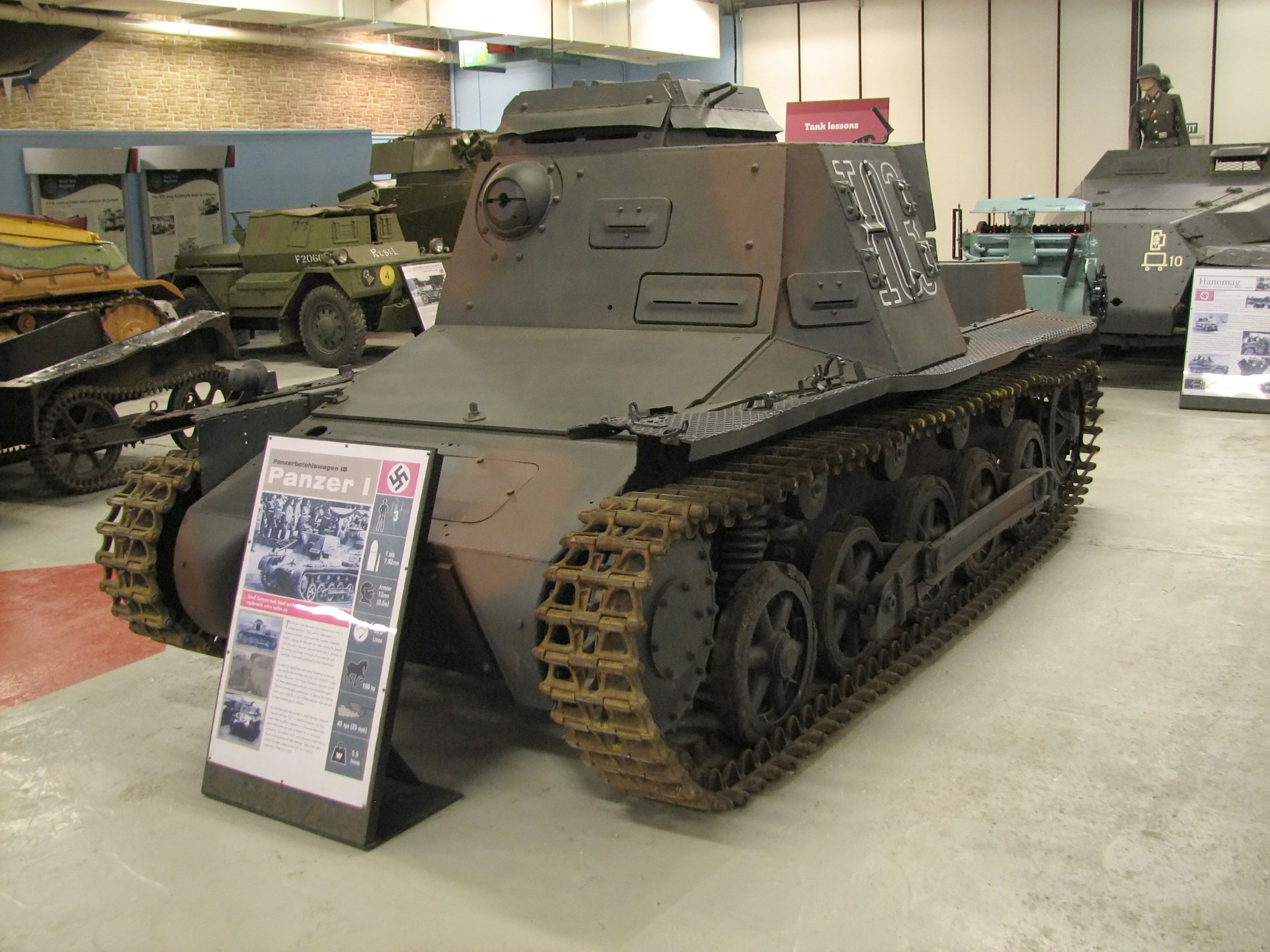
Kleiner Panzerbefehlswagen w Muzeum Czołgów w Bovington (Wielka Brytania)

Kleiner Panzerbefehlswagen (Kl PzBfWg, Sd.Kfz. 265) – pierwszy niemiecki czołg dowodzenia zaprojektowany i zbudowany w okresie poprzedzającym II wojnę światową, a następnie używany bojowo w początkowym okresie wojny.

## Historia
W celu zapewnienia właściwej koordynacji działań oddziałów pancernych, niemieckie władze wojskowe postanowiły zbudować nowy rodzaj pojazdu pancernego, przeznaczonego specjalnie do dowodzenia formacjami pancernymi na polu walki.
Projekt wozu wykonały w 1935 roku zakłady koncernu Kruppa, a pod koniec tegoż roku gotowy był już prototyp. Wóz wykonano na podwoziu czołgu Panzerkampfwagen I Ausf. A, otrzymał on oznaczenie 1 Kl A.
Szybko też przystąpiono do produkcji seryjnej, bo już w roku następnym. Produkowany pojazd otrzymał nazwę Kleiner Panzerbefehlswagen (Kl PzBfWg), wytwarzanie rozpoczęły zakłady Daimler-Benz. Ogółem wyprodukowano 200 wozów (według niektórych źródeł 190), z czego pierwszych 16 na podwoziu czołgu PzKpfw I Ausf. A (analogicznie, według niektórych źródeł jedynie 6), kolejne na podwoziu czołgu PzKpfw I Ausf. B. Druga wersja była wytwarzana w dwóch odmianach, 2 Kl B oraz 3 Kl B. Produkcję zakończono w roku 1938.

## Konstrukcja
Czołg zamiast wieży posiadał specjalnie skonstruowaną nadbudowę w formie prostopadłościanu o nachylonych ścianach bocznych, stanowiącą pomieszczenie dla członków załogi, był o 25 cm. wyższy od typowego PzKpfw I. Dzięki temu uzyskano dodatkową przestrzeń dla dowódcy formacji pancernej, stolika do pracy z mapami oraz dodatkowej radiostacji FuG6 (czołgi PzKpfw I posiadały radiostację FuG2, mniejszego zasięgu, natomiast wóz dowodzenia obie). Wejście do czołgu znajdowało się po lewej stronie nadbudówki w postaci dwu-skrzydłowych drzwiczek ze szczeliną obserwacyjną w lewym skrzydle.
Pierwsze wozy nie posiadały uzbrojenia, natomiast odmiany 2 Kl B oraz 3 Kl B już tak, w postaci karabinu maszynowego MG 13 lub MG 34 zamontowanego na płycie przedniej nadbudowy, w jarzmie kulistym. Na czołgu montowano dodatkowo sporych rozmiarów antenę ramową (patrz zdjęcie).
Zastosowany w prototypie silnik Kruppa zamieniono na konstrukcję Maybacha, co zresztą tyczyło i pozostałych czołgów PzKpfw I produkowanych w tym okresie. Odmiana 3 Kl B różniła się od 2 Kl B nieco grubszym pancerzem (według niektórych źródeł, pancerz pogrubiono dopiero po walkach w Polsce). Grubość pancerza wersji podstawowej przodu, boków oraz tyłu wynosiła 13 mm, góry 8 mm, a spodu 6 mm. Nachylenie płyt pancernych wynosiło od 20° (tył) do 25° (przód i boki). Pogrubiono pancerz przedni przez dodanie płyt pancernych grubości 15 mm na kadłubie i nadbudówce, a 12 mm na pochylonym pancerzu przednim.

## Użycie bojowe
W latach 1936–1940 czołgi dowodzenia Kleiner Panzerbefehlswagen stanowiły podstawowe wyposażenie dywizji pancernych i lekkich, na wszystkich szczeblach, począwszy od kompanii, a na dywizji skończywszy, a także w samodzielnych batalionach pancernych.
Pierwszy chrzest bojowy czołgi dowodzenia przeszły podczas wojny domowej w Hiszpanii, gdzie parę z nich wchodziło w skład Legionu Condor (odmiana 1 Kl A). Czołgi Kl PzBfWg wzięły następnie udział w kampanii wrześniowej w 1939 roku, służąc praktycznie we wszystkich jednostkach pancernych Wehrmachtu. Po zakończeniu walk, nieznaną liczbę tych czołgów przebudowano na ambulanse pancerne – Sanitatskraftwagen I. Dalej, wozy w liczbie 96 szt. wzięły udział w kampanii francuskiej w 1940 roku, walcząc również na terenie Belgii i Holandii. Część czołgów brała następnie udział w walkach w Afryce Północnej i na Bałkanach w 1941 roku. Kl PzBfWg pojawiły się i w Operacji Barbarossa, były jednak stopniowo wypierane przez kolejne, silniejsze konstrukcje.
W 1942 roku zostały praktycznie wycofane z linii (w ostatnich miesiącach występowały jedynie na wyższych szczeblach dowodzenia), później służyły głównie jako wozy szkolne i w tej roli pozostały do końca wojny. Niewielką liczbę maszyn używały jednostki artylerii.
Kilka sztuk czołgów sprzedano lub przekazano armii hiszpańskiej gen. Francisco Franco (4-10). Nieznana też liczba Kl PzBfWg została sprzedana armii węgierskiej.

## Zachowane egzemplarze
Do naszych czasów zachował się egzemplarz z 1. batalionu 21 Dywizji Pancernej, zdobyty w Afryce Północnej. Można go oglądać w muzeum czołgów w Dorset (Bovington Tank Museum) w Wielkiej Brytanii.